# ريتشارد هاندلي
ريتشارد هاندلي (بالإنجليزية: Richard Handley)‏ هو دراج بريطاني، ولد في 1 سبتمبر 1990 في ويغان في المملكة المتحدة.

## وصلات خارجية
- ريتشارد هاندلي على موقع الاتحاد الدولي للدراجات (الإنجليزية)
- ريتشارد هاندلي على موقع أرشيف الدراجات (الإنجليزية)
- ريتشارد هاندلي على موقع إحصائيات الدراجات الإحترافية (الإنجليزية)
- ريتشارد هاندلي على موقع نسبة الدراجات (الإنجليزية)